# Tritonia nelsonii
Tritonia nelsonii es una especie de planta herbácea, perenne y bulbosa nativa de África y perteneciente a la familia de las iridáceas. 

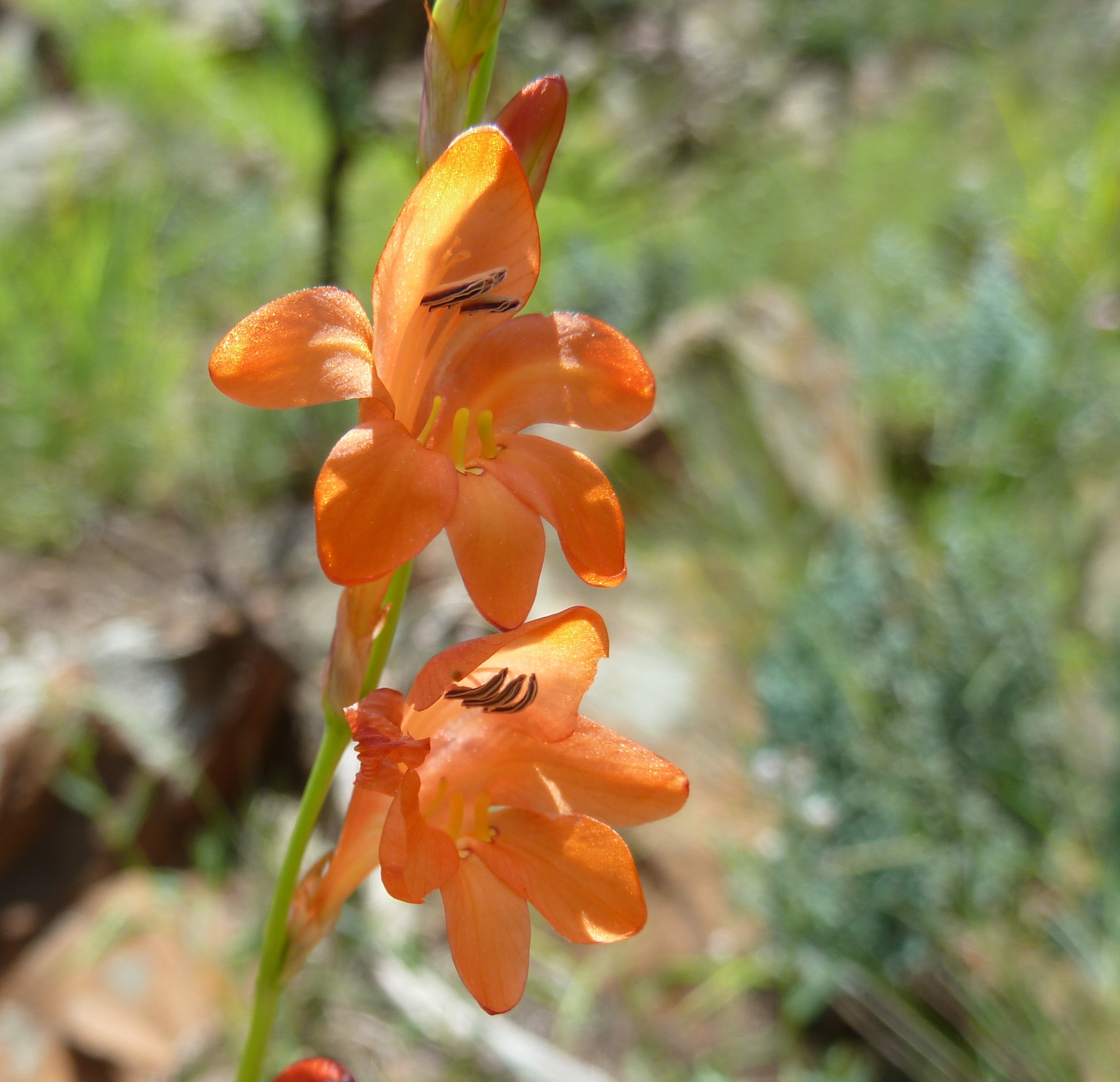
Flores

## Descripción
Tritonia nelsonii, es una planta herbácea perennifolia, geófita que alcanza un tamaño de 0.3 - 1.21 m de altura. Se encuentra a una altitud de 425 - 2266 metros en Sudáfrica.

## Taxonomía
Tritonia nelsonii fue descrita por John Gilbert Baker y publicado en Handb. Irid. 195 1892.
Etimología
Tritonia: nombre genérico que deriva del latín de la palabra tritón, que significa "veleta", y alude a la disposición aparentemente aleatoria de los estambres en algunas especies.
nelsonii: epíteto otorgado en honor de botánico inglés David Nelson (1740-1784).
Sinonimia
- Tritonia petrophila Baker[4][5]